# Aguilar (Colorado)
Aguilar is een plaats (town) in de Amerikaanse staat Colorado, en valt bestuurlijk gezien onder Las Animas County.

## Demografie
Bij de volkstelling in 2000 werd het aantal inwoners vastgesteld op 593.
In 2006 is het aantal inwoners door het United States Census Bureau geschat op 578, een daling van 15 (-2,5%).

## Geografie
Volgens het United States Census Bureau beslaat de plaats een oppervlakte van
1,0 km², geheel bestaande uit land. Aguilar ligt op ongeveer 1949 m boven zeeniveau.

## Plaatsen in de nabije omgeving
De onderstaande figuur toont nabijgelegen plaatsen in een straal van 40 km rond Aguilar.